# Griffith-Nunatakker
Die Griffith-Nunatakker sind eine Gruppe von bis zu 1050 m hohen Nunatakkern im westantarktischen Marie-Byrd-Land. In den Ford Ranges ragen sie zwischen den O’Connor-Nunatakkern und Mount Perkins an der Südflanke des Balchen-Gletschers auf.
Wissenschaftler United States Antarctic Service Expedition (1939–1941) entdeckten sie bei einem Überflug im Jahr 1940. Namensgeber ist Clyde William Griffith (1913–1986), Maschinist und Zugmaschinenführer bei dieser Forschungsreise.